# 海斯 (牙買加)
海斯是牙買加的城鎮，位於該國南部，由克拉倫登區負責管轄，2010年人口9,839。自2011年初起，當地居民抗議該國最大鋁土礦開採公司污染鄰近湖泊。
17°52′52″N 77°14′20″W / 17.881°N 77.239°W